# Anasztomózis
Az anasztomózis (anastomosis, "visszaszájadzás"; a görög ana-, "vissza" és stoma, "száj" szavakból; ige: anasztomizál, melléknév: anasztomatikus) általános biológiai értelemben véve mindenfajta olyan vezetékrendszert jelenthet, amelynek elágazásai egymásba visszatérnek (mint például egy levél erezete).
Patológiai kontextusban az anasztomózist az érrendszer kapcsán emlegetjük. Általában amikor egy ér elzáródik (például embólia vagy arteriosclerosis miatt), a mögötte levő területen megszűnik a vérellátás, ami ischaemiát vagy infarktust okoz. Előfordulhat azonban, hogy egy adott területre több ér is szállít vért; ilyen esetben egy ér elzáródása még nem jár szövetelhalással. Ekkor mondhatjuk azt, hogy a szóban forgó szövetben anastomosis van. Ez elsősorban az izomszövetre jellemző.
Az anastomosis nem minden esetben előnyös. Főleg a májcirrhosisban szenvedő betegeket fenyegeti a veszély, hogy a használhatatlanná vált májsejtek miatt elzáródó májvénák helyett a vér a környező szöveteken át próbál utat törni magának; ez többnyire a nyelőcső falában valósul meg (hiszen ez egyébként is erekkel dúsan átszőtt simaizom), ami könnyen vezethet életveszélyes, ún. varix-vérzéshez.